# Guizhou Aircraft Industry Corporation
Guizhou Aircraft Industry Corporation (GAIC, Авиастроительная корпорация Гуйчжоу) — китайская авиастроительная корпорация, дочернее предприятие государственного холдинга AVIC. Специализируется на производстве учебно-боевых самолётов, беспилотных летательных аппаратов и турбореактивных авиадвигателей, проводит ремонт и модернизацию авиатехники. Дочерние структуры GAIC выпускают автомобили, комплектующие к автомобилям и мотоциклам, инструменты и различное электротехническое оборудование. Штаб-квартира расположена в Гуйяне. 
Сборочные линии GAIC расположены в Гуйяне и Аньшуне (авиастроительный завод № 162). В состав Guizhou Aircraft Industry Corporation также входят производитель двигателей Guizhou Aero Engine Group в Аньшуне (завод № 460 или завод авиационных двигателей «Лиян»), Исследовательский институт авиадвигателей в Аньшуне (НИИ № 649), производитель космического оборудования Guizhou Space Appliance, инженерно-исследовательский центр беспилотных летательных аппаратов, НИИ № 648 (Аньшунь), внешнеторговая компания Guizhou Aviation Industry Import-Export Corporation и другие компании. 

## История
Авиационный завод в Гуйяне был основан в 1964 году. В 2008 году в ходе реорганизации китайской авиационной промышленности компания Guizhou Aircraft Industry Corporation вошла в состав государственного авиастроительного холдинга AVIC.

## Продукция
- Учебно-боевые самолёты Guizhou JL-9
- Истребители Guizhou JJ-7
- Беспилотные боевые летательные аппараты Guizhou Soar Dragon (WZ-2 «Сянлун» или «Учжэнь-7»), Guizhou Harrier Hawk, Guizhou Pigeon Hawk, Guizhou Sunshine, Guizhou Central и Guizhou WZ-2000[6]
- Турбореактивные и турбовентиляторные двигатели Guizhou WS-12 и Guizhou WS-13

Совместное предприятие GAIC и Subaru выпускает в Гуйяне малолитражные автомобили на основе моделей Subaru Rex и Subaru Vivio.

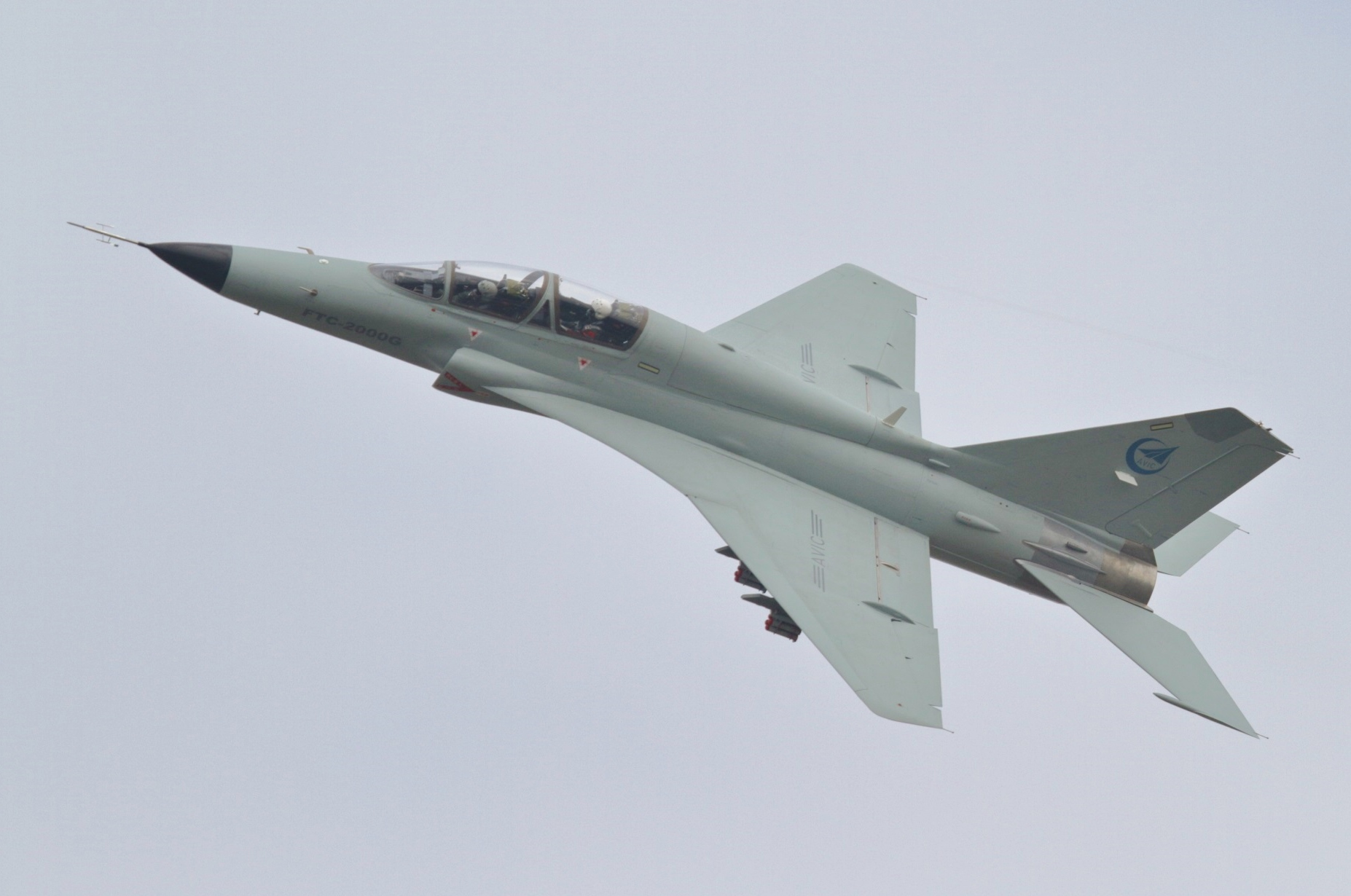
Guizhou JL-9
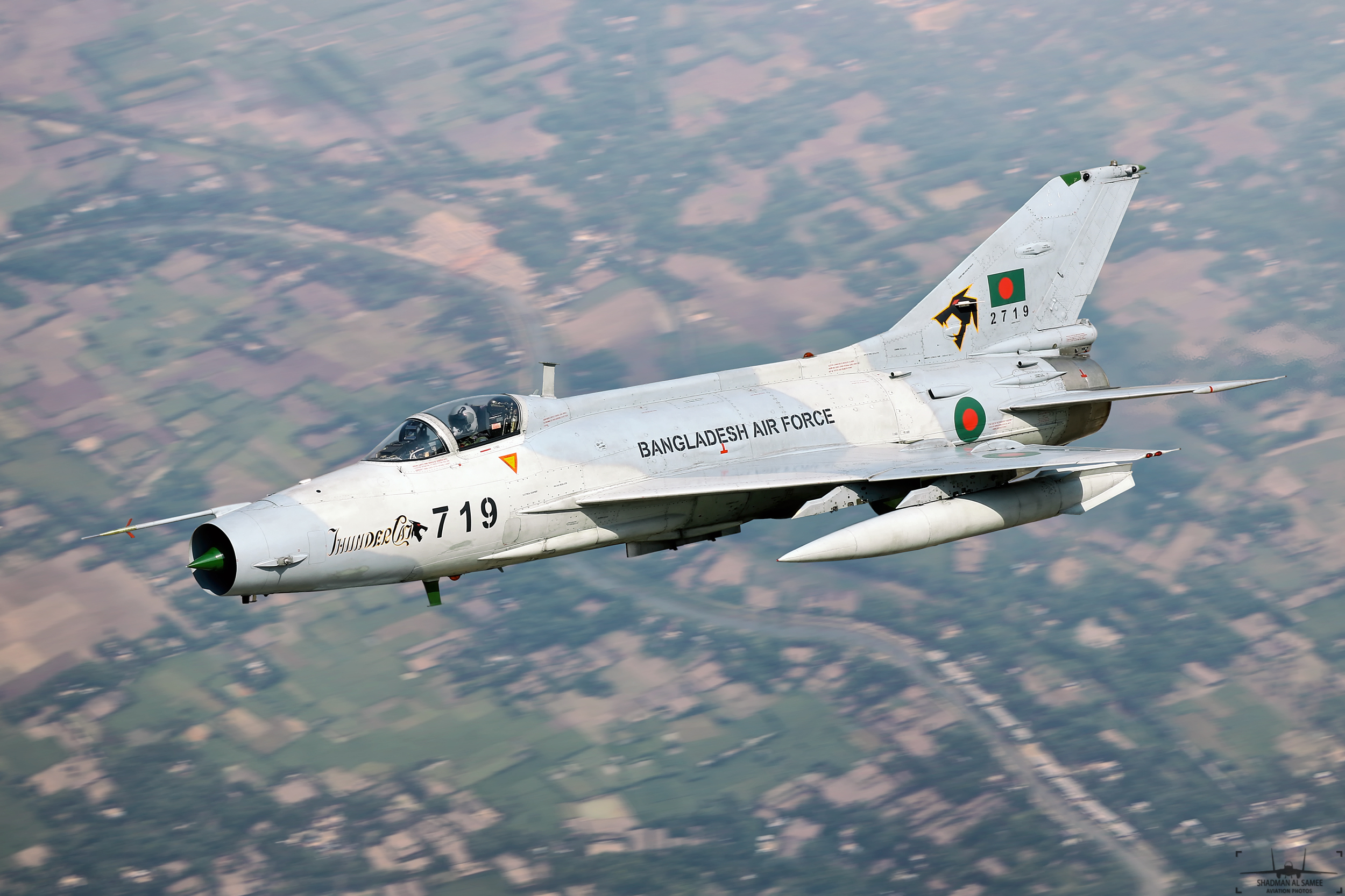
Guizhou JJ-7

## Дочерние компании
В состав GAIC входит несколько десятков дочерних и аффилированных структур:
- Liyang Aeo Engine Corporalion
- Longyan Aircraft Manufacturing Factory
- Shuangyang Aircraft Manufacturing Factory
- Yunma Aircraft Manufacturing Factory
- Guizhou Aero Engine Factory
- Guizhou Honglin Machinery Factory
- Guizhou Hongyang Machinery Corporation
- Liyang Machinery Corporation
- Guizhou Liyang Machine Factory
- Honghu Machinery Factory
- Huanyu Machinery Factory
- Weihong Machinery Factory
- Xin'an Machinery Factory
- Xinghong Machinery Factory
- Yonghong Machinery Factory
- Anda Forging Plant
- Fenglei Armament Factory
- Fengyang Hydraulic General Factory
- Guiyang Aviation Hydraulic Component Factory
- China Aviation Standard Parts Manufacturing Corporation
- Guiyang Electrical Machinery Factory
- Guiyang Huafeng Electrical Appliance General Factory
- Huayang Electrical Factory
- Tianyi Electro-Technical Factory
- Wanjiang Electro-Mechanical Factory